# Estació d'Aeroport (València)
L'estació d'Aeroport és una estació terminal de la xarxa d'ample mètric de Metrovalència, ubicada a l'Aeroport de València, al municipi de Manises.
Va entrar en servei a l'any 2007, donant servei a les línies   (Rafelbunyol - Aeroport) i  (Maritim - Aeroport).
Compta en dues vies i una única andana, encara que només es fa us de la via 1 on paren els trens d'ambues linies.

## Història
Des de 1941 l'aeroport va tenir el seu propi baixador amb el nom «Aeròdrom», corresponent a la línia C4 de Rodalies València de Renfe Operadora. El baixador mancava d'accessibilitat, ja que per arribar a la terminal calia creuar uns 200 metres de carreteres.
L'any 2004 va ser aprovat un acord entre el Ministeri de Foment i la Generalitat Valenciana, en el qual l'explotació del tram Aeroport-València passaria a assumir-se per la línia  de MetroValencia en substitució de la línia , i al seu torn el metro també donaria servei fins a Riba-roja de Túria. Degut a aquest acord el baixador va deixar de prestar servei en 2005, data en què es va desmantellar gran part de la línia , deixant només el tram Xirivella - València, actualment ja sense servei.
Amb motiu de les obres de la nova terminal regional de l'aeroport de València, s'inclou en el projecte la construcció de l'estació subterrània "Aeroport", sota l'edifici terminal.
L'estació es va inaugurar a l'abril de 2007 baix de la terminal regional, amb la qual cosa es va fer accessible per metro des de la ciutat de València per primera vegada.
L'estació formava part de la zona tarifària B fins a 2012, quan FGV va decidir canviar-la a la zona D, augmentant considerablement el preu del bitllet. Actualment es pot anar des de l'estació de l'aeroport fins qualsevol altra estació de Metrovalencia amb el mateix bitllet.

## Serveis que presta l'estació
L'estació presta servei tots els dies de la setmana, festius inclosos. Els trens surten amb una freqüència de huit minuts, aproximadament. Disposa de taulells amb personal d'ajuda i venda de bitllets, així com màquines expenedores amb ajuda i ajuda per a persones amb discapacitat visual o auditiva.
Així mateix, està adaptada per a minusvàlids. L'estació disposa d'escales mecàniques en dos sentits, ascensors adaptats, portes cancel·ladores adaptades i accés a les andanes adaptat. També disposa de taulell d'ajuda.

## Serveis ferroviaris
| Procedència/Destinació | <              | Línia | >     | Procedència/Destinació |
| ---------------------- | -------------- | ----- | ----- | ---------------------- |
| Aeroport               | fi de trajecte |       | Roses | Rafelbunyol            |
| Aeroport               | fi de trajecte | ...   | Roses | Marítim                |